# سان ماورو تورينيزي
سان ماورو تورينيزي هي بلديه في إيطاليا تقع في مدينة تورينو الحضرية في منطقة بيدمونت. يحدها أراضي سيتيمو تورينيس، كاستيجليون تورينيس، تورين وبالديسيرو تورينيزي.

## تاريخ
أول سجل مكتوب لبولتشرا رادا (الاسم القديم لسان ماورو، والذي يعني في اللاتينية «الشاطئ الجميل و / أو الميناء» - على نهر بو) يعود إلى 4 مايو 991. في ذلك اليوم، أصدر أنسيلمو (حاكم مونتفيرات في ذلك الوقت) أمر بإعادة بناء دير بندكتيني، وأقيم في الأصل فوق مستوطنة رومانية قديمة كانت موجودة مسبقًا، والتي دمرها غزو ساراسين.
إزدهر الدير بشكل خاص في القرن الثاني عشر، وبدأ بعد ذلك في التدهور بسبب الصراع المستمر بين مركيز مونتفيرات المتاخم ودوقية سافوي. وفي عام 1474 تم قمعها وتحويلها إلى الثناء . وكان الطريق مملوكًا للبينديكتينيين حتى عام 1603 إلى ان تم نقله إلى رجال الدين العلمانيين. وبعدها قام البابا بيوس السادس بقمع الدير مرة أخرى عام 1803.
جسر فيكتور عمانويل الثالث، الذي يربط سان ماورو ببيرتولا، المعروف محليًا باسم بونتي فيكيو (الجسر القديم)، تم افتتاحه في 8 سبتمبر 1912.

## المعالم السياحية الرئيسية
- دير بولشيرادا
- كنيسة أبرشية سانتا ماريا
- منتزه سوبيرجا هيل الطبيعي

## روابط خارجية
- الموقع الرسمي باللغة الإيطالية